# Eleições legislativas de 2015 em Gondomar

## Resultados Oficiais
| Partido                 | Partido                         | Votos   | %               | +/-   |
| ----------------------- | ------------------------------- | ------- | --------------- | ----- |
|                         | Partido Socialista              | 28 769  | 33,27 / 100,00  | 1,26  |
|                         | Portugal à Frente               | 28 246  | 32,67 / 100,00  | 11,40 |
|                         | Bloco de Esquerda               | 11 231  | 12,99 / 100,00  | 6,94  |
|                         | Coligação Democrática Unitária  | 9 052   | 10,47 / 100,00  | 1,16  |
|                         | Pessoas–Animais–Natureza        | 1 590   | 1,84 / 100,00   | 0,81  |
|                         | PCTP/MRPP                       | 1 313   | 1,52 / 100,00   | 0,24  |
|                         | Partido Democrático Republicano | 943     | 1,09 / 100,00   | Novo  |
|                         | Outros                          | 2 151   | 2,48 / 100,00   |       |
| Votos Inválidos         | Votos Inválidos                 | 3 175   | 3,67 / 100,00   | 0,60  |
| Total                   | Total                           | 86 470  | 100,00 / 100,00 |       |
| Eleitorado/Participação | Eleitorado/Participação         | 144 829 | 59,70 / 100,00  | 2,98  |
| Fonte                   | Fonte                           | [ 1 ]   | [ 1 ]           | [ 1 ] |

## Resultados por Freguesia
Os resultados seguintes referem-se aos partidos que obtiveram mais de 1,00% dos votos:
| Freguesia                            | %     | %     | %     | %     | %    | %    | %    | Votantes |
| Freguesia                            | PS    | PÀF   | BE    | CDU   | PAN  | PCTP | PDR  | Votantes |
| ------------------------------------ | ----- | ----- | ----- | ----- | ---- | ---- | ---- | -------- |
| Baguim do Monte                      | 34,29 | 33,05 | 12,58 | 8,67  | 2,16 | 1,29 | 1,21 | 7 530    |
| Fânzeres e São Pedro da Cova         | 32,19 | 28,42 | 12,57 | 16,07 | 1,68 | 2,21 | 0,95 | 18 559   |
| Foz do Sousa e Covelo                | 33,60 | 39,26 | 10,47 | 6,39  | 1,61 | 1,33 | 0,73 | 4 223    |
| Gondomar (São Cosme), Valbom e Jovim | 31,72 | 35,23 | 13,01 | 9,09  | 1,83 | 1,51 | 1,25 | 25 034   |
| Lomba                                | 38,56 | 35,17 | 12,29 | 6,21  | 1,41 | 1,41 | 1,27 | 708      |
| Melres e Medas                       | 38,71 | 34,01 | 10,07 | 7,12  | 1,27 | 1,27 | 0,94 | 3 387    |
| Rio Tinto                            | 34,30 | 31,84 | 14,14 | 9,56  | 1,98 | 1,18 | 1,08 | 27 029   |
| Gondomar                             | 33,27 | 32,67 | 12,99 | 10,47 | 1,84 | 1,52 | 1,09 | 86 470   |

#### Baguim do Monte
| Partido                 | Partido                         | Votos  | %               | +/-   |
| ----------------------- | ------------------------------- | ------ | --------------- | ----- |
|                         | Partido Socialista              | 2 582  | 34,29 / 100,00  | 2,74  |
|                         | Portugal à Frente               | 2 489  | 33,05 / 100,00  | 13,48 |
|                         | Bloco de Esquerda               | 947    | 12,58 / 100,00  | 6,87  |
|                         | Coligação Democrática Unitária  | 653    | 8,67 / 100,00   | 1,35  |
|                         | Pessoas–Animais–Natureza        | 163    | 2,16 / 100,00   | 1,22  |
|                         | PCTP/MRPP                       | 97     | 1,29 / 100,00   | 0,11  |
|                         | Partido Democrático Republicano | 91     | 1,21 / 100,00   | Novo  |
|                         | Outros                          | 201    | 2,67 / 100,00   |       |
| Votos Inválidos         | Votos Inválidos                 | 307    | 4,08 / 100,00   | 0,43  |
| Total                   | Total                           | 7 530  | 100,00 / 100,00 |       |
| Eleitorado/Participação | Eleitorado/Participação         | 12 156 | 61,94 / 100,00  | 1,53  |

#### Fânzeres e São Pedro da Cova
| Partido                 | Partido                        | Votos  | %               |
| ----------------------- | ------------------------------ | ------ | --------------- |
|                         | Partido Socialista             | 5 974  | 32,19 / 100,00  |
|                         | Portugal à Frente              | 5 274  | 28,42 / 100,00  |
|                         | Coligação Democrática Unitária | 2 983  | 16,07 / 100,00  |
|                         | Bloco de Esquerda              | 2 333  | 12,57 / 100,00  |
|                         | PCTP/MRPP                      | 410    | 2,21 / 100,00   |
|                         | Pessoas–Animais–Natureza       | 311    | 1,68 / 100,00   |
|                         | Outros                         | 603    | 3,24 / 100,00   |
| Votos Inválidos         | Votos Inválidos                | 671    | 3,61 / 100,00   |
| Total                   | Total                          | 18 559 | 100,00 / 100,00 |
| Eleitorado/Participação | Eleitorado/Participação        | 33 452 | 55,48 / 100,00  |

#### Foz do Sousa e Covelo
| Partido                 | Partido                        | Votos | %               |
| ----------------------- | ------------------------------ | ----- | --------------- |
|                         | Portugal à Frente              | 1 658 | 39,26 / 100,00  |
|                         | Partido Socialista             | 1 419 | 33,60 / 100,00  |
|                         | Bloco de Esquerda              | 442   | 10,47 / 100,00  |
|                         | Coligação Democrática Unitária | 270   | 6,39 / 100,00   |
|                         | Pessoas–Animais–Natureza       | 68    | 1,61 / 100,00   |
|                         | PCTP/MRPP                      | 56    | 1,33 / 100,00   |
|                         | Outros                         | 129   | 3,04 / 100,00   |
| Votos Inválidos         | Votos Inválidos                | 181   | 4,28 / 100,00   |
| Total                   | Total                          | 4 223 | 100,00 / 100,00 |
| Eleitorado/Participação | Eleitorado/Participação        | 6 710 | 62,94 / 100,00  |

#### Gondomar, Valbom e Jovim
| Partido                 | Partido                         | Votos  | %               |
| ----------------------- | ------------------------------- | ------ | --------------- |
|                         | Portugal à Frente               | 8 819  | 35,23 / 100,00  |
|                         | Partido Socialista              | 7 940  | 31,72 / 100,00  |
|                         | Bloco de Esquerda               | 3 258  | 13,01 / 100,00  |
|                         | Coligação Democrática Unitária  | 2 276  | 9,09 / 100,00   |
|                         | Pessoas–Animais–Natureza        | 459    | 1,83 / 100,00   |
|                         | PCTP/MRPP                       | 377    | 1,51 / 100,00   |
|                         | Partido Democrático Republicano | 312    | 1,25 / 100,00   |
|                         | Outros                          | 641    | 2,56 / 100,00   |
| Votos Inválidos         | Votos Inválidos                 | 952    | 3,81 / 100,00   |
| Total                   | Total                           | 25 034 | 100,00 / 100,00 |
| Eleitorado/Participação | Eleitorado/Participação         | 41 458 | 60,38 / 100,00  |

#### Lomba
| Partido                 | Partido                         | Votos | %               | +/-  |
| ----------------------- | ------------------------------- | ----- | --------------- | ---- |
|                         | Partido Socialista              | 273   | 38,56 / 100,00  | 1,42 |
|                         | Portugal à Frente               | 249   | 35,17 / 100,00  | 8,20 |
|                         | Bloco de Esquerda               | 87    | 12,29 / 100,00  | 7,35 |
|                         | Coligação Democrática Unitária  | 44    | 6,21 / 100,00   | 1,27 |
|                         | Pessoas–Animais–Natureza        | 10    | 1,41 / 100,00   | 0,50 |
|                         | PCTP/MRPP                       | 10    | 1,41 / 100,00   | 0,93 |
|                         | Partido Democrático Republicano | 9     | 1,27 / 100,00   | Novo |
|                         | Outros                          | 11    | 1,55 / 100,00   |      |
| Votos Inválidos         | Votos Inválidos                 | 15    | 2,12 / 100,00   | 1,39 |
| Total                   | Total                           | 708   | 100,00 / 100,00 |      |
| Eleitorado/Participação | Eleitorado/Participação         | 1 399 | 50,61 / 100,00  | 0,22 |

#### Melres e Medas
| Partido                 | Partido                        | Votos | %               |
| ----------------------- | ------------------------------ | ----- | --------------- |
|                         | Partido Socialista             | 1 311 | 38,71 / 100,00  |
|                         | Portugal à Frente              | 1 152 | 34,01 / 100,00  |
|                         | Bloco de Esquerda              | 341   | 10,07 / 100,00  |
|                         | Coligação Democrática Unitária | 241   | 7,12 / 100,00   |
|                         | Pessoas–Animais–Natureza       | 43    | 1,27 / 100,00   |
|                         | PCTP/MRPP                      | 43    | 1,27 / 100,00   |
|                         | Outros                         | 119   | 3,50 / 100,00   |
| Votos Inválidos         | Votos Inválidos                | 137   | 4,04 / 100,00   |
| Total                   | Total                          | 3 387 | 100,00 / 100,00 |
| Eleitorado/Participação | Eleitorado/Participação        | 5 015 | 67,54 / 100,00  |

#### Rio Tinto
| Partido                 | Partido                         | Votos  | %               | +/-   |
| ----------------------- | ------------------------------- | ------ | --------------- | ----- |
|                         | Partido Socialista              | 9 270  | 34,30 / 100,00  | 3,10  |
|                         | Portugal à Frente               | 8 605  | 31,84 / 100,00  | 13,34 |
|                         | Bloco de Esquerda               | 3 823  | 14,14 / 100,00  | 7,51  |
|                         | Coligação Democrática Unitária  | 2 585  | 9,56 / 100,00   | 0,65  |
|                         | Pessoas–Animais–Natureza        | 536    | 1,98 / 100,00   | 0,78  |
|                         | PCTP/MRPP                       | 320    | 1,18 / 100,00   | 0,10  |
|                         | Partido Democrático Republicano | 292    | 1,08 / 100,00   | Novo  |
|                         | Outros                          | 686    | 2,54 / 100,00   |       |
| Votos Inválidos         | Votos Inválidos                 | 912    | 3,38 / 100,00   | 0,59  |
| Total                   | Total                           | 27 029 | 100,00 / 100,00 |       |
| Eleitorado/Participação | Eleitorado/Participação         | 44 639 | 60,55 / 100,00  | 2,72  |